# VideoGuard
VideoGuard — система кодування для цифрового телебачення, розроблена британською компанією NDS, яка є одним з лідерів в розробці подібних систем.
Кодування по теперішній час не зламане, що обумовлено і тим, що карти прив'язані до тюнерів. Тому зламаних піратських карт VideoGuard, а тим більше кодів, не існує. Прив'язка ускладнює використання навіть офіційних карт VideoGuard на інших тюнерах. Хоча на деяких тюнерах, наприклад OpenBox, можна ввести в тюнер довільний номер ID.
Кодування VideoGuard (перекладається як ВідеоЗахист) дуже широко поширене у світі.